# Carl Tillman
Carl Henrik Tillman, född den 21 november 1871 i Österlövsta församling, Uppsala län, död den 7 juni 1961 i Danderyds församling, Stockholms län, var en svensk företagsledare. 
Tillman var bruksbokhållare vid Leufsta 1890–1894. Han avlade bergsingenjörsexamen vid Falu bergsskola 1895. Han var ingenjör vid Stjernfors, Fagersta och Hellefors 1896–1912 och blev överingenjör och disponent 1912 samt verkställande direktör 1915 i Luleå järnverk. Tillman var disponent i Riddarhytte aktiebolag 1920–1933 och ledamot i ett flertal bolagsstyrelser 1921–1933. Han blev riddare av Vasaorden 1932. Tillman vilar på Danderyds kyrkogård.